# Extravasación (intravenosa)
La extravasación de medicación durante la terapia intravenosa es el escape de sangre, linfa u otro líquido, tal como un medicamento anticanceroso, desde un vaso sanguíneo o un tubo capilar hacia el tejido que lo rodea, con ocasión de la infusión intravenosa de fluidos. Esa fuga de medicamento producida hacia los tejidos circundantes origina un acontecimiento adverso relacionado con la terapia intravenosa aplicada que, dependiendo de la medicación extravasada, la cantidad de exposición y la localización, puede causar lesiones, potencialmente graves y causantes de daños permanentes, como necrosis tisular.
No debe confundirse con el movimiento de salida de las células de un vaso sanguíneo hacia un tejido, por inflamación u otras causas, fenómeno que recibe el mismo nombre. Otro fenómeno homónimo similar está implicado en la aparición de células tumorales circulantes dentro de los vasos, posible causa de la formación de metástasis y de la diseminación del cáncer en pacientes que presentan un tumor primario.

## Causas y factores de riesgo
La fuga de líquido implicada en la extravasación puede producirse a través de venas frágiles en personas de edad avanzada, a través de un acceso o venopunción previo, o a través de la fuga directa de dispositivos de acceso venoso mal colocados. Cuando la fuga no tiene consecuencias perjudiciales, se denomina infiltración.  

### Factores de riesgo
Los principales factores de riesgo para que se origine extravasación intravenosa son:
- Fisiopatología cutánea, vascular o linfática preexistente.
- Venas frágiles o móviles.
- Sitio de inyección.
- Toxicidad y propiedades vesicantes del fármaco.
- Cantidad de agente extravasado.
- Duración de la exposición del tejido.
- Vigilancia disminuida.

## Consecuencias
Aparte de las graves consecuencias antes citadas (necrosis) otros efectos perjudiciales más leves de la extravasación de líquidos de terapia intravenosa incluyen la irritación, caracterizada por síntomas de dolor e inflamación (hinchazón), con los signos clínicos de calor, eritema (enrojecimiento) o sensibilidad.

## Extravasación de medicamentos
Las complicaciones relacionadas con la extravasación son posibles con cualquier medicamento. Dado que los vesicantes son agentes que producen ampollas y daños similares, la extravasación puede provocar lesiones tisulares irreversibles.
La extravasación es especialmente grave durante la quimioterapia, ya que los medicamentos quimioterápicos son muy tóxicos.

## Tratamiento
El mejor "tratamiento" de la extravasación es la "prevención".  Dependiendo de la medicación que se haya extravasado, existen posibles opciones de gestión y tratamientos que pretenden minimizar el daño, aunque la eficacia de muchos de estos tratamientos no se ha estudiado bien. En casos de necrosis tisular, puede ser necesario el desbridamiento quirúrgico y la reconstrucción. Los siguientes pasos son típicos en el manejo de la extravasación:
- Detener la infusión inmediatamente. Ponerse guantes estériles.
- Sustituir la guía de infusión por una jeringa desechable. Mientras se hace esto, no ejercer presión en el área de extravasación.
- Aspirar lentamente la sangre del brazo, preferiblemente con la mayor cantidad posible de solución de infusión.
- Retirar con cuidado del brazo la cánula original u otro acceso intravenoso, aunque no todas las instituciones sanitarias aconsejan retirar la cánula original, ya que los cirujanos pueden acceder a ella para ayudar a limpiar el tejido extravasado.
- Elevar el brazo y hacerlo reposar en posición elevada. Si hay ampollas en el brazo, aspirar el contenido de las ampollas con una aguja fina nueva. Inicialmente se deben colocar compresas calientes en el lugar para ayudar a difundir el medio de contraste, y posteriormente se utilizan compresas frías para ayudar a reducir la inflamación.[9]

- Si existen medidas específicas para la medicación extravasada, llévelas a cabo (por ejemplo, pueden ser apropiados la refrigeración tópica, o el uso de DMSO, hialuronidasa o dexrazoxano).[8][10]
- Ensayos clínicos recientes han demostrado que Totect (EE. UU.) o Savene (Europa) (dexrazoxano para mitigar la extravasación) es eficaz para prevenir la progresión de necrosis tisular progresiva en la extravasación de antraciclina. En dos ensayos clínicos multicéntricos de fase II, abiertos y de un solo brazo, se evitó la necrosis en el 98% de los pacientes. El dexrazoxano es el único antídoto registrado para la extravasación de antraciclinas (daunorrubicina, doxorrubicina, epirrubicina, idarrubicina, etc.). [11]
- El único tratamiento aprobado por la FDA para la extravasación vasopresora es la fentolamina.[12]

### Manejo del dolor y otras medidas
- El manejo del dolor y los cuidados locales de apoyo son importantes, ya que pueden ayudar a minimizar el riesgo adicional de infección y sobreinfección.

## Prevención
- Sólo debe permitirse la administración de fármacos vesicantes a personal de enfermería cualificado y certificado en quimioterapia que haya recibido formación en venopunción y administración de medicamentos con potencial vesicante e irritante.[13]
- Debe elegirse una vena grande e intacta con buen flujo sanguíneo para la venopunción y la colocación de la cánula. No elija venas inadvertidamente "desprendibles" (por ejemplo, las del dorso de la mano o en la proximidad de articulaciones) si hay disponible una vena alternativa.
- Deben evitarse los dedos, las manos y las muñecas como lugares intravenosos para la administración de vesicantes debido a la estrecha red de tendones y nervios que se destruirían si se produjera una extravasación.
- Colocar el catéter de menor calibre y longitud para acomodar la infusión.
- Vigilar de cerca el lugar de la venopunción por si hubiera indicios de infiltración e instruir a los pacientes para que informen de cualquier dolor, molestia u opresión en el lugar.
- La perfusión intravenosa debe fluir libremente. El brazo con la perfusión no debe empezar a "hincharse" (edema), "enrojecerse" (eritema), "calentarse" (aumento de la temperatura local), y el paciente no debe notar irritación o dolor en el brazo. Si esto ocurre, debe iniciarse el manejo de la extravasación.
- La infusión debe consistir en una solución portadora adecuada con un fármaco medicinal/quimioterápico adecuadamente diluido en su interior.
- Una vez finalizada la infusión intravenosa, lavar la cánula con el líquido apropiado.
- Finalmente, dependiendo de las circunstancias clínicas, el acceso por vía central puede ser el método más apropiado para pacientes que requieren administraciones repetidas de fármacos vesicantes e irritantes.

## Ejemplos de medicamentos vesicantes
Lista de medicamentos vesicantes e irritantes:

### Fármacos citotóxicos
- Amsacrina
- Cisplatino
- Dactinomicina
- Daunorrubicina
- Docetaxel
- Doxorrubicina
- Epirubicina
- Idarubicina
- Mecloretamina
- Mitomicina C
- Mitoxantrona
- Oxaliplatino
- Paclitaxel
- Vinblastina
- Vincristina
- Vindesina
- Vinorelbina

### Fármacos no citotóxicos
- Aciclovir[14]
- agonistas adrenérgicos (e.g. dobutamina, adrenalina)[14]
- Alcohol
- Aminofilinas
- Amiodarona[14]
- Anfotericina[14]
- Arginina[14]
- Clordiazepóxido
- Soluciones de calcio (por ejemplo, gluconato de calcio)[14]
- Diazepam
- Digoxina
- Manitol[14]
- Metronidazol[14]
- Nafcilina[14]
- Nitroglicerina
- Oxacilina[14]
- Fenitoína[14]
- Prometazina[14]
- Propilenglicol
- Tiopental sódico][14]
- Tetraciclinas
- Nutrición parenteral total[14]
- Valproato[14]
- Vancomicina[14]
- Vasopresina[14]